# Xmarks
Xmarks创建于2006年，作为Firefox最受欢迎的社会化书签扩展之一，其前身为由Mitch Kapor于2006年在旧金山创立的Foxmarks，当时主要向火狐(Firefox)浏览器提供免费书签插件服务。
2009年3月，Foxmarks更名为Xmarks。此后，Xmarks服务向微软IE8、谷歌Chrome及苹果Safari等浏览器延伸。此外，Xmarks还在其服务中增加了搜索功能。
目前Xmarks活跃用户量为200万左右，所收录网址达10亿个，但一直没能找到有效盈利模式。
2010年9月份曾宣布由于无法找到有效盈利模式，将在90天之内关闭服务。11月初，该网站起死回生，推出了免费+付费模式，并未凑效。随后该公司CEO James Joaquin也向外界征求各种拯救方案。
2010年12月Xmarks被LastPass收购。2018年5月1日關閉服務。

## 印度对Xmarks的域名封锁
2012年5月开始，由于法院的要求，xmarks.com域名被印度的主要ISP屏蔽，Xmarks相关的各种网站只显示一条简单的消息：“Access to this site has been blocked as per Court Orders.”

## 隐私
Xmarks提供了在浏览器扩展和Xmarks服务器之间加密传输的选项。个人用户的书签对其他用户保密。但是，将书签发送给第三方显然存在隐私和信任问题。Xmarks为用户提供了一个选项来绕过Xmarks服务器，即使用用户自己搭建的WebDAV或FTP服务器来存储书签，但这个选项仅适用于 Firefox。
为了提供“建议的标签”和“更智能的搜索”（Xmarks提供的对Google搜索的加强功能）的公共服务，用户的书签会被Xmarks分析。隐私政策声明，此分析结果不需要使用有关个人用户的任何信息。